# Ellenfél
Az ellenfél vagy antagonista (a görög ἀνταγωνιστής szóból) egy adott történetben a főszereplő ellentéte.
Az "ellenfél" szó nem azonos a gonosztevő fogalmával, annak ellenére, hogy a köznyelv a két szót gyakran egymás szinonimájaként használja. Egy ellenfél nem feltétlenül gonosz, csak más a gondolkodása és a cselekedetei, mint a főszereplőnek. Az ellenfél fogalma ugyanúgy nem azonos az ellenség fogalmával sem. Az ellenség a megsemmisítésre törekszik, míg az ellenfél tiszteleten alapuló, meghatározott időre szóló vetélytárs.

## Etimológia
A legtöbb nyelvben az ellenfél szó jelentése: antagonist vagy antagonista. (Az "antagonista" szót időnként a magyar nyelvben is használják.) A szó a görög ἀνταγωνιστής (ellenfél, versenytárs, gonosztevő, ellenség, rivális) szóból származik, a görög szó eredete pedig az "anti-" ("valami ellen") és "agonizesthai" ("versengés a díjért") szavak keresztezése.

## Típusai

### Hősök és gonoszok
A klasszikus történetek stílusában, ahol a hős küzd a gonosz ellen, a két szereplő főszereplőnek és ellenfélnek számít. A történet gazembere azonban nem feltétlen ellenfél, ugyanis egyes történetek a gonosztevőt helyezik a főszereplő szerepébe, és a hős az ellenfél. Egy antagonista továbbá semleges szereplő is lehet, aki pusztán a létezésével jelent akadályt a főszereplő számára.

### Egyéb szereplők
A szereplők úgy is lehetnek antagonisták, hogy nem gonoszok - egyszerűen csak unszimpatikusak a közönség számára. Egyes történetekben, például a Rozsban a fogó című könyvben, majdnem az összes szereplő ellenfélnek számít, a főszereplőt leszámítva.

### A főszereplő aspektusai
A főszereplő aspektusai/tulajdonságai, például az erkölcs vagy a döntésképtelenség
is ellenfélnek számíthat.

### Egyéb esetek
Egy ellenfél nem csak egy személy vagy személyek sokasága lehet. Ellenfélnek számíthat egy bizonyos erő is, például egy óriási hullám, amely elpusztít egy várost, egy vihar, vagy akár egy terület állapota, amely egy adott probléma gyökere. Továbbá a társadalmi normák vagy egyéb szabályok is antagonistának számíthatnak.

## Korábbi főszereplők
Egy egykori főszereplő ellenféllé változhat, negatív körülmények folytán. Például Darth Vader, aki főszereplő Jedi lovagból (Anakin Skywalker) az ellenséges Sith nagyúr, Darth Vader lett. Egy mellék-főszereplő is ellenféllé változhat azáltal, hogy elárulja a főszereplőt.

## A szó használata
Egy ellenfelet a cselekmény elemeként használják, hogy konfliktusokat, akadályokat, vagy kihívásokat teremtsen a főszereplőnek. Holott nem minden történetbe kell ellenfél, gyakran használják őket színjátékokban, hogy növeljék a drámai hatást. Egy tragédia során az antagonisták a főszereplők fő probléma forrásának számítanak. Vígjátékok során komikus helyzetekbe sodorják a főszereplőket.